# Étroussat
Étroussat – miejscowość i gmina we Francji, w regionie Owernia-Rodan-Alpy, w departamencie Allier.

## Demografia
Według danych na rok 1990 gminę zamieszkiwało 647 osób, a gęstość zaludnienia wynosiła 50 osób/km². W styczniu 2015 r. Étroussat zamieszkiwało 708 osób, przy gęstości zaludnienia wynoszącej 54,7 osób/km².